# Nummer 1-hits in de Billboard Hot 100 in 1964
Deze hits stonden in 1964 op nummer 1 in de Billboard Hot 100.
| Datum        | Artiest          | Titel                       |
| ------------ | ---------------- | --------------------------- |
| 4 januari    | Bobby Vinton     | There! I've said it again   |
| 11 januari   | Bobby Vinton     | There! I've said it again   |
| 18 januari   | Bobby Vinton     | There! I've said it again   |
| 25 januari   | Bobby Vinton     | There! I've said it again   |
| 1 februari   | The Beatles      | I want to hold your hand    |
| 8 februari   | The Beatles      | I want to hold your hand    |
| 15 februari  | The Beatles      | I want to hold your hand    |
| 22 februari  | The Beatles      | I want to hold your hand    |
| 29 februari  | The Beatles      | I want to hold your hand    |
| 7 maart      | The Beatles      | I want to hold your hand    |
| 14 maart     | The Beatles      | I want to hold your hand    |
| 21 maart     | The Beatles      | She loves you               |
| 28 maart     | The Beatles      | She loves you               |
| 4 april      | The Beatles      | Can't buy me love           |
| 11 april     | The Beatles      | Can't buy me love           |
| 18 april     | The Beatles      | Can't buy me love           |
| 25 april     | The Beatles      | Can't buy me love           |
| 2 mei        | The Beatles      | Can't buy me love           |
| 9 mei        | Louis Armstrong  | Hello, Dolly!               |
| 16 mei       | Mary Wells       | My guy                      |
| 23 mei       | Mary Wells       | My guy                      |
| 30 mei       | The Beatles      | Love me do                  |
| 6 juni       | The Dixie Cups   | Chapel of love              |
| 13 juni      | The Dixie Cups   | Chapel of love              |
| 20 juni      | The Dixie Cups   | Chapel of love              |
| 27 juni      | Peter & Gordon   | A world without love        |
| 4 juli       | The Beach Boys   | I get around                |
| 11 juli      | The Beach Boys   | I get around                |
| 18 juli      | The Four Seasons | Rag doll                    |
| 25 juli      | The Four Seasons | Rag doll                    |
| 1 augustus   | The Beatles      | A hard day's night          |
| 8 augustus   | The Beatles      | A hard day's night          |
| 15 augustus  | Dean Martin      | Everybody loves somebody    |
| 22 augustus  | The Supremes     | Where did our love go       |
| 29 augustus  | The Supremes     | Where did our love go       |
| 5 september  | The Animals      | The house of the rising sun |
| 12 september | The Animals      | The house of the rising sun |
| 19 september | The Animals      | The house of the rising sun |
| 26 september | Roy Orbison      | Oh, pretty woman            |
| 3 oktober    | Roy Orbison      | Oh, pretty woman            |
| 10 oktober   | Roy Orbison      | Oh, pretty woman            |
| 17 oktober   | Manfred Mann     | Do wah diddy diddy          |
| 24 oktober   | Manfred Mann     | Do wah diddy diddy          |
| 31 oktober   | The Supremes     | Baby love                   |
| 7 november   | The Supremes     | Baby love                   |
| 14 november  | The Supremes     | Baby love                   |
| 21 november  | The Supremes     | Baby love                   |
| 28 november  | The Shangri-Las  | Leader of the pack          |
| 5 december   | Lorne Greene     | Ringo                       |
| 12 december  | Bobby Vinton     | Mr. Lonely                  |
| 19 december  | The Supremes     | Come see about me           |
| 26 december  | The Beatles      | I feel fine                 |

1940 ·
1941 · 
1942 ·
1943 ·
1944 ·
1945 ·
1946 ·
1947 ·
1948 ·
1949 ·
1950 ·
1951 ·
1952 ·
1953 ·
1954 ·
1955 ·
1956 ·
1957 ·
1958 ·
1959 ·
1960 ·
1961 ·
1962 ·
1963 ·
1964 ·
1965 ·
1966 ·
1967 ·
1968 ·
1969 ·
1970 ·
1971 ·
1972 ·
1973 ·
1974 ·
1975 ·
1976 ·
1977 ·
1978 ·
1979 ·
1980 ·
1981 ·
1982 ·
1983 ·
1984 ·
1985 ·
1986 ·
1987 ·
1988 ·
1989 ·
1990 ·
1991 ·
1992 ·
1993 ·
1994 ·
1995 ·
1996 ·
1997 ·
1998 ·
1999 ·
2000 ·
2001 ·
2002 ·
2003 ·
2004 ·
2005 ·
2006 ·
2007 ·
2008 ·
2009 ·
2010 ·
2011 ·
2012 ·
2013 ·
2014 ·
2015 ·
2016 ·
2017 ·
2018 ·
2019 ·
2020 ·
2021 ·
2022 ·
2023
- Duitsland
- Noorwegen
- Verenigd Koninkrijk
- Verenigde Staten (Hot 100)